# Charleston Peak
Der Charleston Peak (fälschlich auch Mount Charleston) ist mit 3632 m der achthöchste Berg im US-Bundesstaat Nevada. Er befindet sich in den Spring Mountains und ist dort die höchste Erhebung. Auch im Bezirk Clark County ist der Charleston Peak die höchste Erhebung.
Da sich die Spring Mountains nur ungefähr 50 km nordwestlich von Las Vegas befinden, dient das Gebirge, insbesondere im Sommer, als kühles Freizeitgebiet. Im Winter bieten die Spring Mountains zum Teil eingeschränkte Wintersportmöglichkeiten. Am Fuße des Charleston Peak gibt es aber auch einen kleinen Ort namens Mount Charleston.
Der Charleston Peak kann ohne bergtechnische Schwierigkeiten bestiegen werden. Die Ortschaft Mount Charleston liegt in 2350 m Höhe und kann als Ausgangspunkt einer Tour auf den Charleston Peak dienen. Es führen zwei Routen auf den Gipfel. Die 11 km lange South Loop ist seit einem Buschbrand im Jahr 2013 geschlossen (Stand 2016). Der North Loop Trail ist 13 km lang und beginnt am nordöstlichen Ortsrand von Mount Charleston.